# Rhododendron fuchsii
Rhododendron fuchsii är en ljungväxtart som beskrevs av Herman Otto Sleumer. Rhododendron fuchsii ingår i släktet rododendron, och familjen ljungväxter. Inga underarter finns listade i Catalogue of Life.